# Heterocypris carolinensis
Heterocypris carolinensis är en kräftdjursart som först beskrevs av Ferguson 1958.  Heterocypris carolinensis ingår i släktet Heterocypris och familjen Cyprididae. Inga underarter finns listade i Catalogue of Life.